# Kafar strzelecki
Kafar strzelecki – urządzenie wykorzystywane do badania odrzutu broni strzeleckiej. 
Broń (lub badany element) zamocowana jest pionowo na prowadnicach nad kulochwytem. Po wystrzale siła odrzutu podnosi broń. Mierząc wysokość i znając masę można obliczyć energię odrzutu i jej zmiany.
Badaniom poddaje się całą broń lub jej części: lufę, zamek, czy urządzenia wylotowe czy amortyzatory.